# Queyrac
Queyrac – miejscowość i gmina we Francji, w regionie Nowa Akwitania, w departamencie Żyronda.
Według danych na rok 1990 gminę zamieszkiwało 1129 osób, a gęstość zaludnienia wynosiła 37 osób/km² (wśród 2290 gmin Akwitanii Queyrac plasuje się na 382. miejscu pod względem liczby ludności, natomiast pod względem powierzchni na miejscu 277.).